# 台鐵S200型柴電機車
S200型柴電機車，是台灣鐵路管理局第一代小型支線用柴電機車，自1960年至1961年間分兩批購入。引入之初，為克服當時山線千分之二十五（每1000公尺爬升25公尺）的坡度障礙，除了作為支線和調車用途以外，尚有作為台鐵R20型重連輔助機之用途（R20型僅有第一批R21－R50有搭載重連裝置），兩批均有總控重聯運轉裝置。

## 歷史背景

### S201～S207
1959年，台鐵透過國際開發基金貸款採購第二批柴油電氣機車12輛，經直接向美國三大廠議價後，由GM-EMD之4輛G12型和7輛EMD GA8型柴電機車得標。台鐵原本考量採購的是較輕量化且便宜的EMD GA8型，即台鐵1966年時採購的S300型；但是GM-EMD當時推出新款的GL8型，擁有優異的性能，同時有配備總控重連裝置，能和G12型搭配重連運轉。於是台鐵捨棄GA8型，改購GL8型。也因為GL8型比較昂貴，導致總額超過原先預算額度，故減少採購數量變更為7輛。而少採購的這一輛擬在後續採購案中增購回來。1960年6月至7月，7輛GL8型分批運抵台灣。台鐵規劃該批機車與R20型搭配，故命名為S200型，編號S201～S207。EMD的製造序號依次為25710－25716。

### S208～S212
1960年中，台鐵再度申請國際開發基金貸款，向GM-EMD議價採購第三批柴電機車31輛，包含26輛G12型和5輛GL8型柴電機車。本批5輛GL8型柴電機車於1961年4月上旬運抵台灣，編號為S208～S212，EMD的製造序號依次為26343－26347。

## 現況
S200型引進後，起初配置於北部作為場站調度，及擔任幹線部分客貨列車牽引之用，後來則是全數改配於高雄機務段，曾為高雄臨港線與屏東線列車的主力牽引機車之一 。然而在2001~2002年DHL100型引進後，S200型調度高雄站列車的時間變減少許多，大多改以牽引高雄臨港線及屏東線貨列及高雄機廠員工通勤專車為主 ，常態進入高雄機廠內擔任調動機車。本型車於2015年底高雄機務段搬遷後繼續使用，並曾於高雄機務段搬遷時於屏東線上牽引貨物列車。
然而受到使用年限屆滿等問題，2005年時S200型僅剩9輛車 ，因車況老舊及組件缺料等因素，2017年更僅剩S201、202、204與210號4輛可正常運用。
於2018年9月28日開行最後列車後，已不再行駛臨港線列車及進入高廠擔任調動機車。目前S200型已全數報廢除籍。。

## 使用情況

### 概要
- S200型採用8-567CR引擎，性能數據大致和使用於正線上的R20型差不多，比較大的差異在於R20型的油箱容量為S200型的兩倍，而馬力也略有差距。儘管S200型兩批車均為GL8型同型車，但在外型與內部電路設計上皆有些許差異。
- 第一批S201～S207為GL8型首批量產車，引擎室的頂端較低，警鐘裝置於車頂上，非常特別，全球僅台鐵擁有這款設計的GL8型。第二批S208～S212則已經回復到GL8標準型的樣式，車頂較為流線型，警鐘也移到車架下。

## 保存車輛
- S201：已被臺鐵內部列為指定文物車。
- S206、S212：國家鐵道博物館館藏車輛，2022年修復完畢並分別採用深藍色、橘色塗裝靜態保存。
- S210：目前動態保存於哈瑪星鐵道園區之動態展示區。

## 圖片集

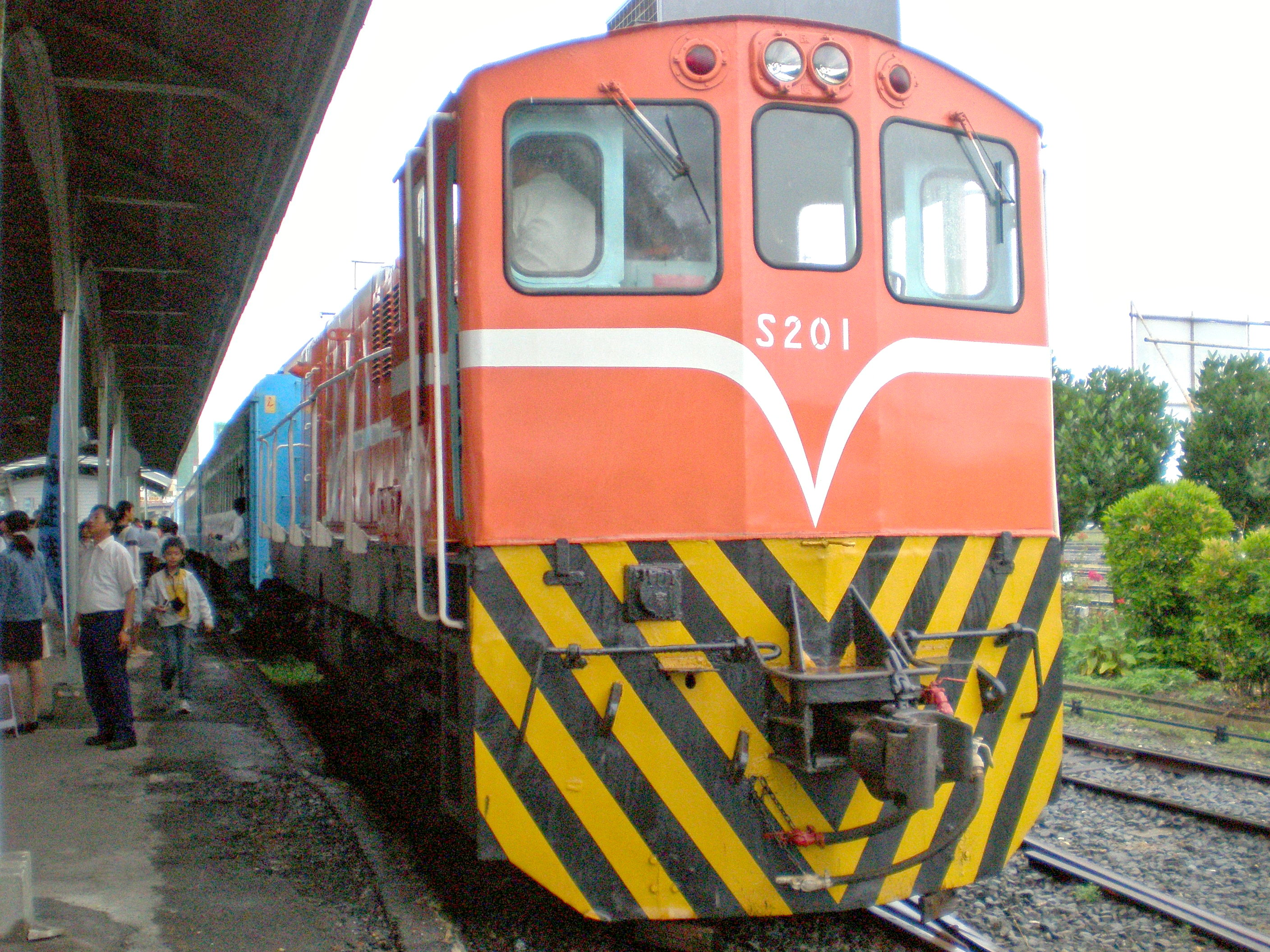
S201
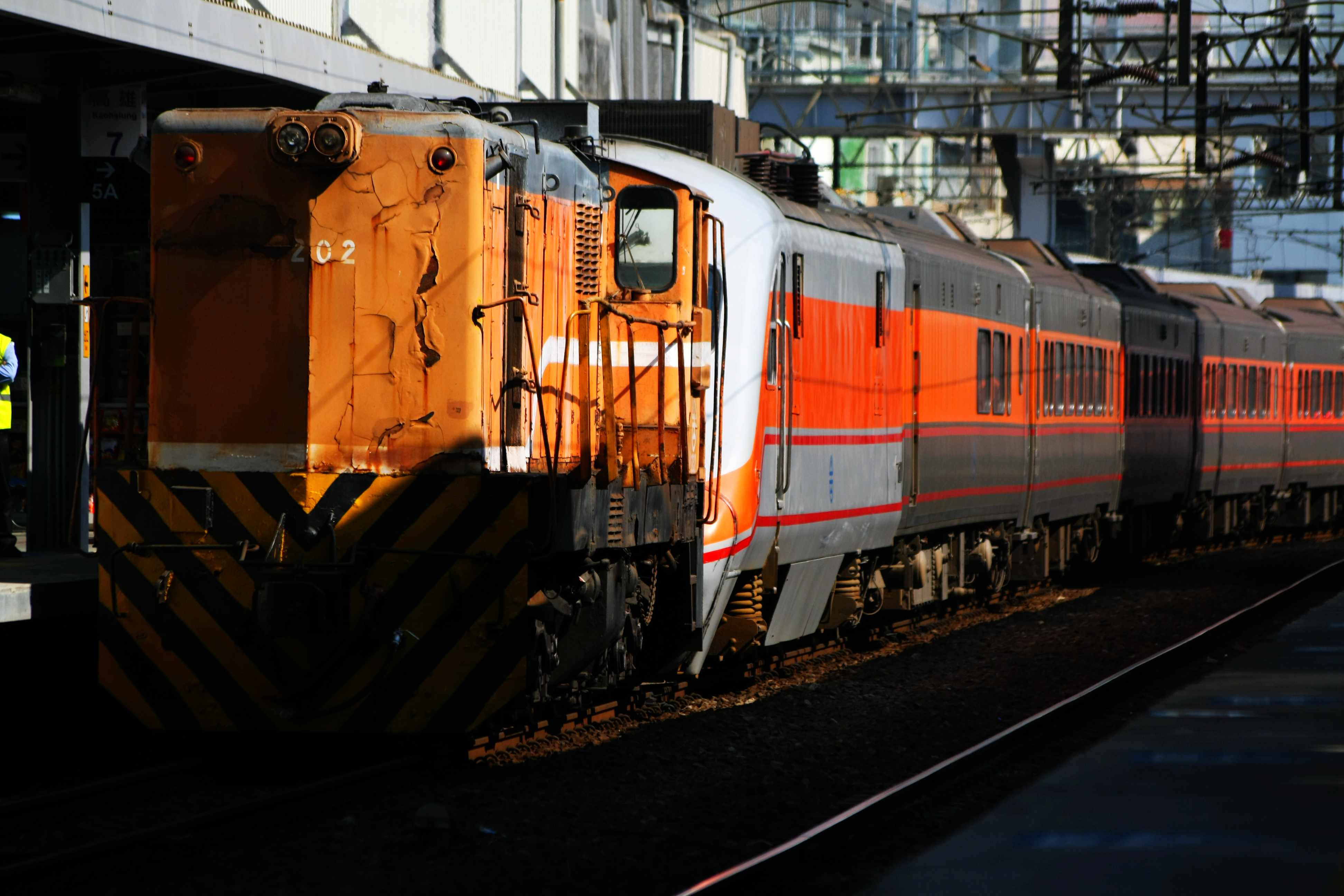
S202
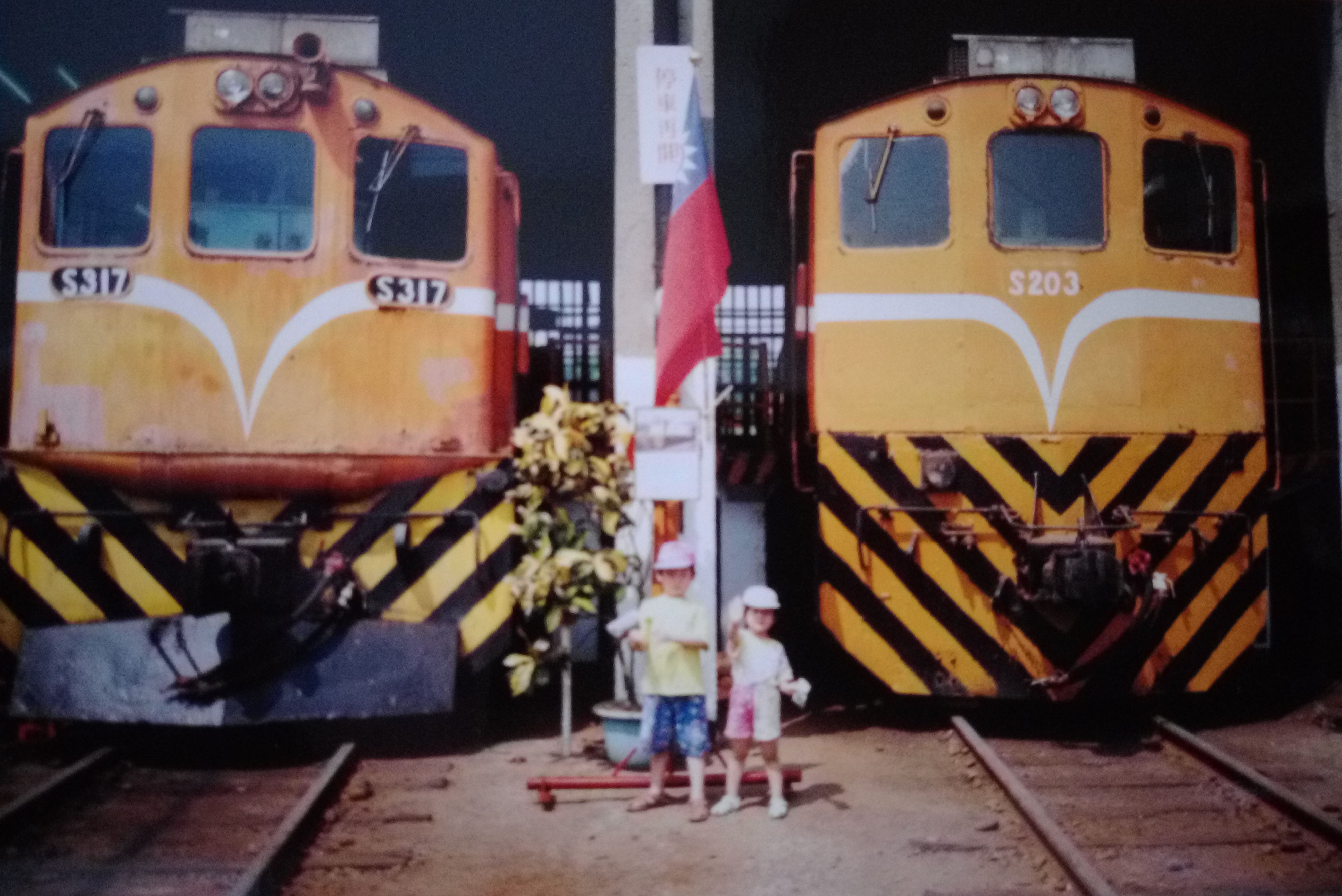
S203與S317
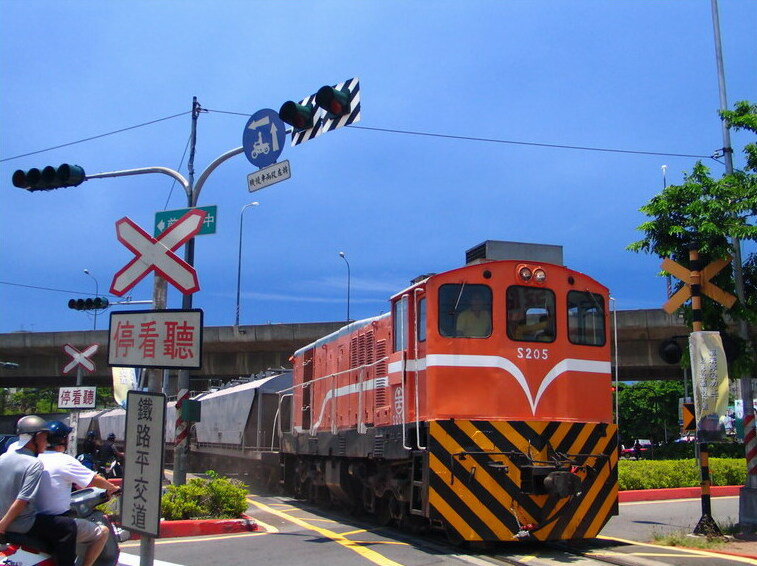
S205
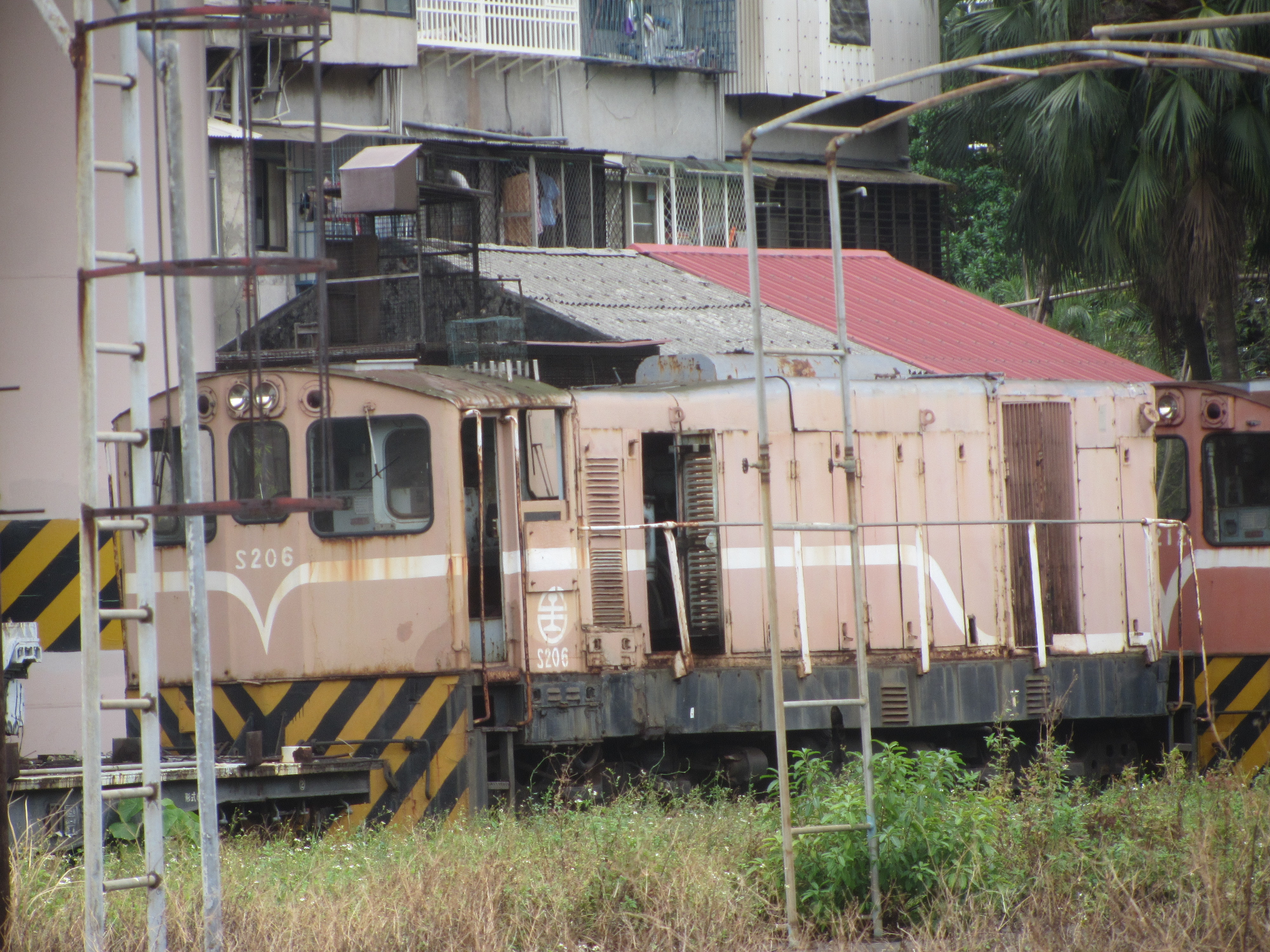
S206
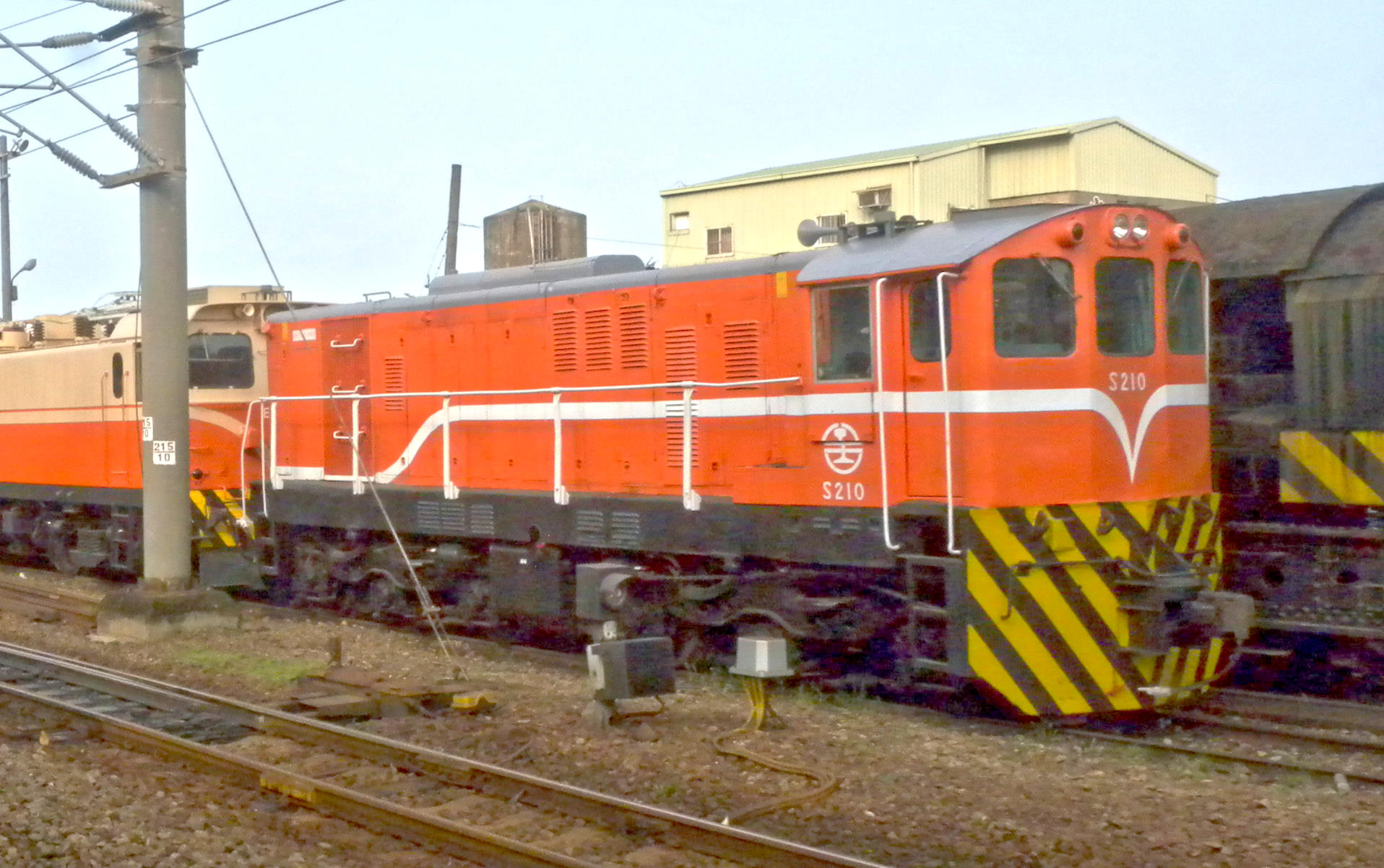
S210
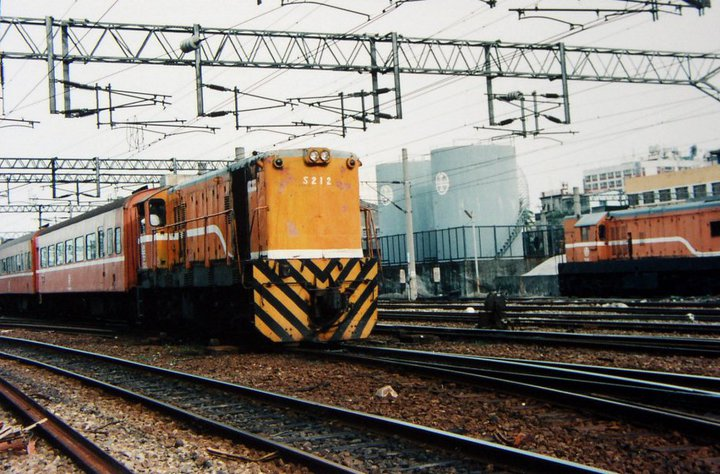
S212
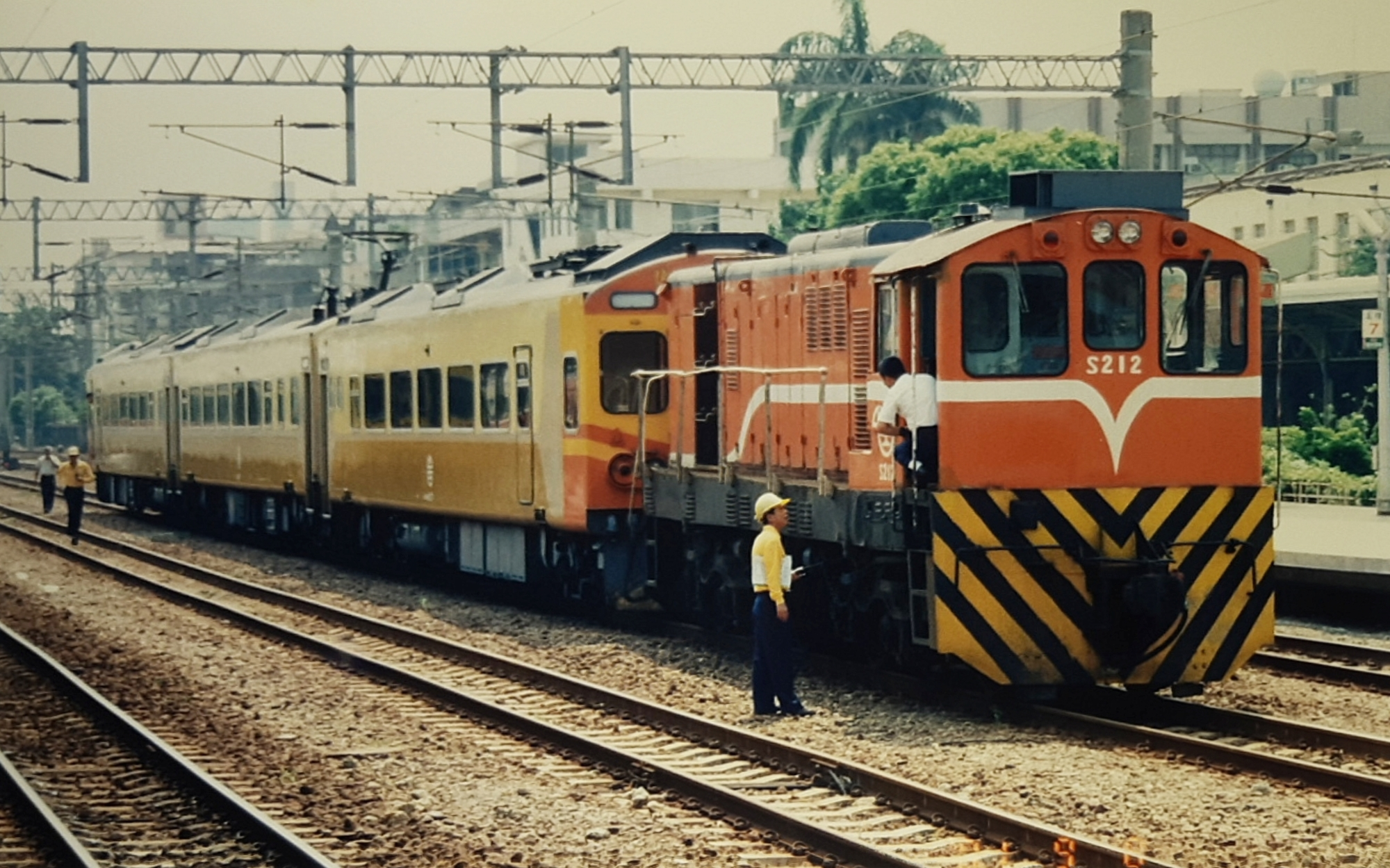
於高雄車站內調度單組EMU200型的S212號

### 文獻
台灣鐵路GM柴油電氣機車運用手冊，楊孟晉編著，1962年，台灣鐵路管理局

### 註解
1. 1 2  .   [2012-04-15]. （原始内容存档于2019-10-02）.
2. ↑  .   [2022-03-15]. 原始内容存档于2023-10-06.

### 外部連結
S201柴電機車運轉 （页面存档备份，存于）